# 莫里斯·维涅罗
莫里斯·维涅罗（法語：Maurice Vignerot，1879年11月25日—1953年9月28日），法国男子槌球运动员。他曾代表法国参加1900年夏季奥林匹克运动会槌球比赛，获得一枚银牌。